# S-363
S-363 – okręt podwodny projektu 613 służący w ZSRR, znany głównie za sprawą wypadku z 27 października 1981 roku, kiedy wszedł na skały przy wysepce Torhamnaskär u południowego wejścia do Gåsefjärden na wybrzeżu Blekinge w Szwecji, około 6,2 Mm na południowy wschód od Karlskrony, jednej z głównych baz szwedzkiej marynarki wojennej (Svenska marinen). Szwedzi (zgodnie z numerem burtowym) nadali okrętowi nieoficjalne miano  U137, bowiem nazwy okrętów radzieckich podwodnych nie były ujawniane, a nawet po wypadku władze jej nie podały. W krajach NATO incydent ten przeszedł do historii jako Whiskey on the rocks.

## Historia okrętu przed incydentem
W roku 1945 Związek Radziecki pozyskał w pobitych Niemczech cztery kompletne okręty podwodne typu XXI i znaczną ilość podzespołów w różnych stadiach produkcji. Po dokładnym skopiowaniu rewolucyjnego – jak na tamte czasy – napędu, w latach 1950-1956 zbudowano długą serię okrętów projektu 613 (cztery z nich użytkowała m.in. polska Marynarka Wojenna). Jednak, podobnie jak w przypadku samolotu Tu-4, wiernej kopii amerykańskiego bombowca Boeing B-29 Superfortress, okręty te nie były zbyt udane.
Stępkę okrętu położono 12 stycznia 1956 roku w Stoczni Bałtyckiej im. S. Ordżonikidze (SS3. Nr 189) w Leningradzie, 18 maja został zarejestrowany na liście Marynarki Wojennej ZSRR, a 16 listopada zwodowano go pod nazwą S-363. Próby morskie przeszedł wiosną 1957 roku w Mołotowsku, a 17 września rozpoczął służbę. Wyróżnił się w ćwiczeniach torpedowych w 1958 roku. Od 20 sierpnia 1966 roku przeniesiony do Floty Bałtyckiej. W latach 1967–1968 przechodził remont w Kronsztadzie, a w latach 1979–1981 w stoczni SR3-29 Tosmar w Libawie .

## Incydent

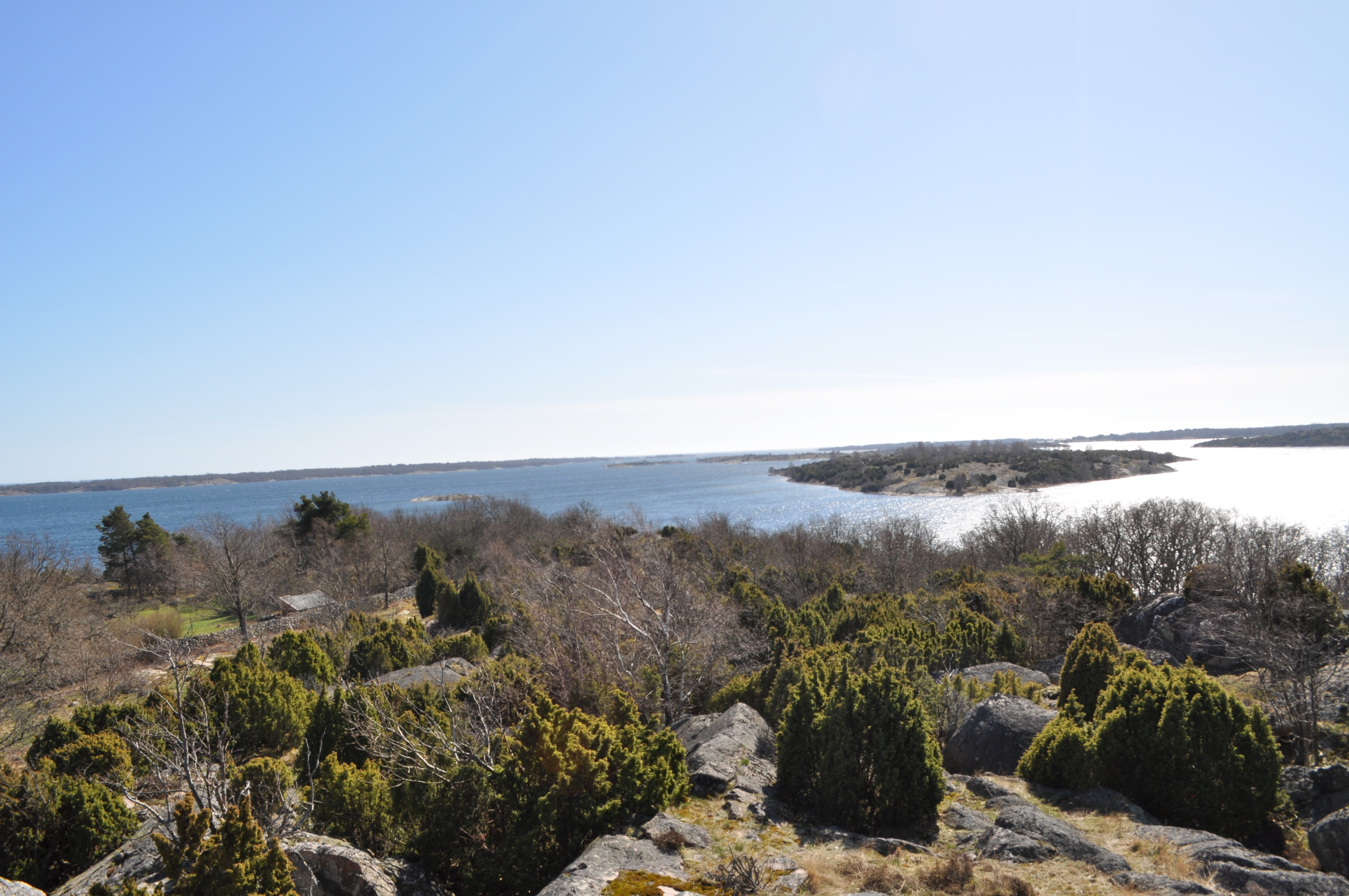
Widok na Gåsefjärden od strony północnej

W 1981 roku S-363 uległ dwóm wypadkom. Pierwsza kolizja – z trałem statku rybackiego – miała miejsce 18 października w rejonie na wschód od Bornholmu i spowodowała uszkodzenie radiopelengatora na jednostce . Poważniejsze reperkusje miał incydent z 27 października , kiedy to o godz. 21.57 uderzył w podwodną skałę na wodach terytorialnych Szwecji około 6,2 Mm (10 km) od Karlskrony i został wyrzucony na powierzchnię. Obecność okrętu podwodnego wiązała się z odbywanymi w tym rejonie manewrami floty szwedzkiej, testującej nowe typy uzbrojenia. Marynarka szwedzka zareagowała na to jawne naruszenie suwerenności spokojnie, wysyłając na radziecki okręt nieuzbrojonego oficera, który zażądał wyjaśnień od dowódcy. Radziecki kapitan twierdził początkowo, że na jego okręcie nastąpiła awaria urządzeń nawigacyjnych, co spowodowało, że stracono orientację (nie mogło to być zgodne z prawdą, jako że zbliżający się do bazy w Karlskronie okręt wykonał wiele manewrów poruszając się przez najeżone przeszkodami cieśniny między wysepkami). Później władze radzieckie wydały jeszcze inne, sprzeczne oświadczenia, w których tłumaczyły, że okręt podwodny miał znajdować się w okolicy Ustki, koło Bornholmu, a wreszcie, że został zmuszony do wejścia na szwedzkie wody terytorialne z powodu stanu poważnego zagrożenia, chociaż radziecki okręt podwodny nie wzywał pomocy, lecz wręcz przeciwnie, próbował uciec.
Dowództwo Floty Bałtyckiej posłało w kierunku wybrzeży Szwecji zespół ratunkowy dowodzony przez wiceadmirała Aleksieja Kalinina na pokładzie niszczyciela projektu 61 „Obrazcowyj”; resztę zespołu stanowiły: niszczyciel typu 56, dwie korwety typu Owod i dwie fregaty typu Riga. Ówczesne centroprawicowe władze szwedzkie stały na stanowisku obrony integralności terytorialnej swego kraju. Gdy tylko radziecki zespół pojawił się u wybrzeży Szwecji, wymierzono w jego stronę działa baterii obrony wybrzeża i dano do zrozumienia, że na okolicznych wyspach jest takich baterii więcej. Flotylla nie zawróciła i zaczęła przekraczać 12-milową granicę wód terytorialnych, wobec czego dowódca baterii kazał kontroli ognia przełączyć radar z systemu pracy w pojedynczej częstotliwości na taki, który zmienia częstotliwość, by uniknąć nieprzyjacielskich zakłóceń. Niemal natychmiast radzieckie okręty zwolniły, zawróciły i – poza jednym holownikiem oceanicznym – pozostały na wodach międzynarodowych. Na spotkanie z holownikiem wyszedł szwedzki okręt podwodny „Neptun”. Radziecki holownik zawrócił .
Szwedzi chcieli przeprowadzić śledztwo i wyjaśnić okoliczności zdarzenia. Radziecki kapitan, gdy zagwarantowano mu nietykalność, wszedł na pokład torpedowca „Västervik”, gdzie został przesłuchany w obecności przedstawicieli strony radzieckiej. Ponadto oficerowie szwedzkiej marynarki wojennej przejrzeli dziennik okrętowy i przeegzaminowali instrumenty pokładowe okrętu podwodnego. Agenci Försvarets forskningsanstalt (FOA), z pokładu specjalnie przystosowanej jednostki szwedzkiej straży przybrzeżnej, po kryjomu zbadali poziom radioaktywności wnętrza okrętu. Stwierdzili – niemal z całą pewnością – obecność pierwiastka uranu U238 wewnątrz okrętu, a dokładniej w prawoburtowej wyrzutni torpedowej. U238 był zwykle używany jako płaszcz dla rozszczepialnego U235 w broni jądrowej i Szwedzi podejrzewali, że okręt podwodny był uzbrojony w głowicę nuklearną. Moc tej przypuszczalnej broni oceniono na podobną do bomby zrzuconej na Nagasaki w 1945 roku. I chociaż obecność broni nuklearnej na pokładzie S-363 nigdy nie została potwierdzona przez władze radzieckie, oficer polityczny okrętu, Wasylij Biesiedin, przyznał po latach, że w niektórych torpedach były głowice nuklearne i że załoga miała je zdetonować w razie próby opanowania okrętu przez Szwedów  .
W czasie, gdy trwało przesłuchanie radzieckiego kapitana, nastąpiło załamanie pogody i załoga okrętu nadała sygnał wezwania pomocy. Szwedzkie centrale kontroli radarowej miały trudności ze śledzeniem sytuacji, po części z powodu sztormu, po części za sprawą zakłóceń powodowanych przez radzieckie stacje. Po odebraniu sygnału SOS Szwedzi namierzyli dwie nierozpoznane jednostki nawodne. Wzięto je za okręty radzieckie, które odłączyły od krążącej wciąż w pobliżu flotylli i skierowały się ku szkierom. Zostały namierzone ponownie, gdy przekraczały granicę wód terytorialnych na wysokości Karlskrony. Był to najgroźniejszy moment incydentu. Premier rządu szwedzkiego Thorbjörn Fälldin wydał naczelnemu dowódcy sił zbrojnych rozkaz „utrzymać granicę” (Håll gränsen). Bateria nadbrzeżna, samobieżne działa obrony wybrzeża i stacje minowe postawiono w stan pogotowia. Szwedzkie Siły Powietrzne podniosły samoloty szturmowe, uzbrojone w nowoczesne rakiety typu „powietrze-woda”, a także samolot rozpoznania. Po trzydziestu pełnych napięcia minutach samoloty nadleciały nad cele i zidentyfikowały je jako zachodnioniemieckie masowce z ładunkiem zboża .
Radziecki okręt podwodny tkwił na skałach blisko dziesięć dni. Wreszcie 6 listopada został ściągnięty przez szwedzkie holowniki i odprowadzony na wody międzynarodowe, gdzie oczekiwały nań okręty zespoły ratunkowego Floty Bałtyckiej.

## Opinie
Incydent był generalnie postrzegany jako niezaprzeczalny dowód przenikania okrętów radzieckich na wody terytorialne Szwecji.
W roku 2006 Wasilij Biesiedin, w czasie incydentu oficer polityczny na okręcie podwodnym, udzielił wywiadu, w którym powiedział, że okręt posiadał podwójny system nawigacyjny, załoga była dobrze wyszkolona, a komandor Piotr Guszczyn był jednym z najlepszych dowódców. W rejsie uczestniczył też oficer sztabowy Josip Awrukiewicz, który zapoznawał się z technikami bezpieczeństwa. Biesiedin stwierdził, że wypadek wynikał z błędów w obliczeniach oficera nawigacyjnego .
Miejsce, gdzie radziecki okręt podwodny wszedł na skały, znajdowało się w tamtych czasach wewnątrz zamkniętego obszaru wojskowego i żaden obcokrajowiec nie miał tam wstępu. Ta droga wodna jest jedną z dwóch, którymi można wyprowadzać większe okręty z bazy marynarki w Karlskronie na otwarte morze. Na Zachodzie incydent określano żartobliwie jako „Whiskey on the rocks” (gra słów: whisky na skałach to popularna nazwa drinka whisky z lodem, a mianem Whiskey określano w kodzie NATO radzieckie okręty podwodne projektu 613).

## Losy okrętu po incydencie
W związku z incydentem okręt otrzymał przydomek „Szwedzki Komsomolec”. Przez pewną część lat osiemdziesiątych znajdował się w rezerwie, na krótko powracając do służby około 1988 roku. Skreślony z listy floty 17 czerwca 1988 roku, 1 października zdemontowano wyposażenie, a następnie holowano go między bałtyckimi portami ZSRR. W 1990 roku, wraz z siedmioma innymi okrętami podwodnymi projektu 613 został przekazany do utylizacji w Blyth w Wielkiej Brytanii .